# Cordillera Raura
La Cordillera Raura è una catena montuosa delle Ande del Perù. È situata al confine tra le regioni di Huánuco, Pasco e Lima. 
Il complesso montuoso si trova a meno di 5 km dalla Cordillera Huayhuash, dalla quale la separa il solco del lago Viconga, e misura circa 20 km di lunghezza. Le montagne più alte sono il Cerro Santa Rosa (5.706 m), il Yarupa (5685 m), il Culle (5.685 m), la Torre de Cristal (5.500 m) e il Leon Dormido (5.420 m).